# Аман Кекілов
Ама́н Кекі́лов (туркм. Aman Kekilow; * 9 травня 1912, аул Кеші біля Ашгабату, — 13 грудня 1974, Ашгабат) — туркменський літературознавець та письменник, академік Академії наук Туркменської РСР.
Народився в сім'ї бідного селянина. Був делегатом першого всесоюзного з'їзду радянських письменників у 1934 році. 1939 року закінчив Інститут філософії, літератури та історії (Москва). Від 1959 року до кінця життя був директором Інституту мови та літератури імені Махтумкулі Академії наук Туркменської РСР. Обраний членом-кореспондентом цієї академії в 1960 році, а в 1969 — дійсним членом (академіком).
Літературознавчу діяльність розпочав у тридцяті роки статтями в річищі соціалістичного реалізму: «Сьогоднішні завдання молодих поетів» (1932), «Про мову художнього твору» (1942), «Туркменська радянська література на шляху розвитку» (1943), «Поезія Жовтня» (1947), «Про форму та зміст художнього твору» (1947). Його праця «Теорія літератури» витримала три видання. Ґрунтовну монографію «Молланепес» (1957), а також брошуру російською мовою «Великий лирик» (1963) присвячено життю та творчості видатного туркменського поета та музиканта XIX століття. Питання теорії літератури розробляв також у праці «Мистецтво слова» (1970). Посмертно вийшли його книжки з тієї ж галузі «Таємниці слова» (1975) та «Літературні жанри» (1979).
Аман Кекілов дуже відомий як поет. Йому належать поеми «Вперед» (1935), «Остання зустріч» (1940), «Повернення солдатів» (1965), «Оспівування» (1967). Автор тексту Державного гімну Туркменської РСР (1946). Написав перший в історії туркменської літератури віршований роман «Любов» (туркм. «Сѳйги»; перша книга — 1947, друга — 1957). Посмертно вийшов його роман (цього разу в прозі) «Розсіяні хмари» (1978).
Почесне звання народного письменника Туркменістану було присвоєне йому в 1967 році.
Його брат Шали Кекілов, теж поет, загинув на фронті.

## Подальша література
- Н. Ашыров. Аман Кекилов. Ашгабат, 1947.
- Н. Чарыев. Бейик Ватанчылык уршы йылларында Аман Кекиловың дѳредиҗилиги // Труды Института языка и литературы АН Туркменской ССР, 1959, вып. 3.
- А. Абдыев, С. А. Манунцева. Аман Кекилович Кекилов (1912—1974). Ашхабад, 1982.